# Grace Park
Grace Park (n. 14 martie 1974, Los Angeles) este o actriță și un manechin americano-canadian de origine sud-coreană, renumită pentru rolul ei ca Sharon "Boomer" Valerii și Sharon "Athena" Agathon în serialul Battlestar Galactica.

## Filmografie

### Film
| An   | Titlu          | Rol                 | Note                 |
| ---- | -------------- | ------------------- | -------------------- |
| 2000 | Romeo Must Die | Dansatoare asiatică |                      |
| 2003 | Fluffy         | Amy                 | Film de scurt metraj |
| 2007 | West 32nd      | Lila Lee            |                      |
| 2008 | Run Rabbit Run | Hannah Moon         |                      |

### Televiziune
| An         | Titlu                                        | Rol                                                     | Note                                                                          |
| ---------- | -------------------------------------------- | ------------------------------------------------------- | ----------------------------------------------------------------------------- |
| 1997       | The Outer Limits                             | Virtual Avatar                                          | Episod: "Bits of Love"                                                        |
| 1997       | Beyond Belief: Fact or Fiction               | Maddie                                                  | Episod: "The Crypt Ghost"                                                     |
| 2000       | Secret Agent Man                             | Louann / Staffer #2                                     | Episoade: "From Prima with Love", "Uncle S.A.M."                              |
| 2000-2001  | The Immortal                                 | Mikiko                                                  | 5 episoade                                                                    |
| 2001       | The Outer Limits                             | Satchko                                                 | Episod: "Time to Time"                                                        |
| 2001       | Dead Last                                    | Bartender #2                                            | Episod: "Pilot"                                                               |
| 2001       | Dark Angel                                   | Female Breeding X5                                      | Episod: "Designate This"                                                      |
| 2001       | Stargate SG-1                                | Lt. Satterfield                                         | Episod: "Proving Ground"                                                      |
| 2001-2005  | Edgemont                                     | Shannon Ng                                              | Rol principal (69 episoade)                                                   |
| 2002       | L.A. Law: The Movie                          | Charmaigne                                              | Film de televiziune                                                           |
| 2003       | Jinnah: On Crime - White Knight, Black Widow | Cynthia Wong                                            | Film de televiziune                                                           |
| 2003       | Battlestar Galactica                         | Lt. Sharon Valerii                                      | Miniserial TV                                                                 |
| 2003-2004  | Jake 2.0                                     | Fran Yoshida                                            | 4 episoade                                                                    |
| 2004       | Human Cargo                                  | Taiwanese Woman #1                                      | Miniserial TV                                                                 |
| 2004       | Andromeda                                    | Doctor 26 Carol                                         | Episod: "Machinery of the Mind"                                               |
| 2004       | The Dead Zone                                | Sexy Bridesmaid                                         | Episod: "Speak Now"                                                           |
| 2004-2009  | Battlestar Galactica                         | Lt. Sharon 'Boomer' Valerii/Lt. Sharon 'Athena' Agathon | Rol principal (73 episoade)                                                   |
| 2007       | Command & Conquer 3: Tiberium Wars           | Lt. Sandra Telfair                                      | Joc video                                                                     |
| 2007       | Battlestar Galactica: Razor                  | Lt. Sharon Valerii                                      | Film de televiziune                                                           |
| 2008-2009  | Battlestar Galactica: The Face of the Enemy  | Number Eight                                            | Miniserial TV                                                                 |
| 2008-2009  | The Cleaner                                  | Akani Cuesta                                            | Rol principal (26 episoade)                                                   |
| 2008-2010  | The Border                                   | Special Agent Liz Carver                                | Rol principal (12 episoade)                                                   |
| 2009       | CSI: Crime Scene Investigation               | Convention Attendee                                     | Episod: "A Space Oddity"                                                      |
| 2009       | Battlestar Galactica: The Plan               | Lt. Sharon 'Boomer' Valerii                             | Film de televiziune                                                           |
| 2010       | Human Target                                 | Eva Khan                                                | Episod: "Corner Man"                                                          |
| 2010, 2013 | American Dad!                                | Akiko Yoshida (voice)                                   | Episoade: "Best Little Horror House in Langley Falls", "Spelling Bee My Baby" |
| 2010–2017  | Hawaii Five-0                                | Kono Kalakaua                                           | Rol principal                                                                 |